# Anja Pohjola
Raili Anja Anneli Pohjola-Sirén (ur. 14 marca 1931 w Loimaa) – fińska aktorka, zdobywczyni nagrody Jussi dla najlepszej aktorki pierwszoplanowej za film Rautatie z 1973 roku.

## Życiorys
Urodziła się w rodzinie Sulo i Jenni Pohjolów jako najstarsza z pięciorga rodzeństwa. W latach 30-tych przeniosła się wraz z rodziną do Jyväskylä, gdzie rozpoczęła swoją karierę aktorską. W czasie wojny zimowej działała jako mała lotta w Pomocniczej Służbie Kobiet „Lotta”.

## Kariera
W 1943 roku zaczęła karierą aktorską występując w dziecięcym teatrze Jyväskylän Työväen Teatteri. Pierwszą umowę o pracę jako aktorka podpisała w 1954 roku w miejskim teatrze w Joensuu. W latach 1955-1959 i 1961-1963 występowała w teatrze w Hämeenlinnie, w latach 1959-1961 w Tampere, natomiast w latach 1963-1991 grała w teatrze telewizji. Od 1990 roku występowała w Fińskim Teatrze Narodowym. Od 1963 roku grała również role filmowe.

## Życie osobiste
Mężem Anji Pohjoli był aktor Pehr-Olof Sirén (1923-1986). Jest bezdzietna, ale wnukami jej zmarłego męża są między innymi znani fińscy piosenkarze Anna, Pinja i Janus Hanski. Pohjola mieszka od roku 1963 w dzielnicy Helsinek Etu-Töölö, od 1990 roku w domu artystów Lallukka w tej dzielnicy.